# Лисенсијадо Муела, Гути Пипа Лика (Монклова)
Лисенсијадо Муела, Гути Пипа Лика (шп. Licenciado Muela, Guti Pipa Lica) насеље је у Мексику у савезној држави Коавила у општини Монклова. Насеље се налази на надморској висини од 604 м.

## Становништво
Према подацима из 2010. године у насељу је живело 6 становника.

### Хронологија
| Година       | 2000 | 2010 |
| ------------ | ---- | ---- |
| Становништво | 2    | 6    |

### Попис
| # | Индикатор                     | Вредност |
| - | ----------------------------- | -------- |
| 1 | Укупно домаћинстава           | 2        |
| 2 | Укупно насељених домаћинстава | 1        |
| 3 | Величина локације             | 1        |